# Opstand van 12 heren
De opstand van de twaalf heren (Vietnamees: Loạn 12 sứ quân) was een periode van onlusten in de geschiedenis van Vietnam, tussen de Ngo- en de Đinh-dynastie.

## Context
In 944 stierf Ngô Quyền, zijn oudste zoon Ngo Xuong Ngap (Ngô Xương Ngập) vertrouwde hij toe aan Duong Tam Kha (Dương Tam Kha), de jongere broer van de keizerin, zijn vrouw. Duong Tam Kha nam de troon voor zichzelf en hij kroonde zich tot koning Duong Binh Vuong. Ngo Xuong Ngap vluchtte naar het huis van de notabele Pham Lenh Cong (Phạm Lệnh Công) in de provincie Nam Sach (Nam Sách, nu Hai Duong). Pham Lenh Cong beschermde Ngo Xuong Ngap en tot drie keer toe moest hij deze verstoppen in de bergbossen van Hun Son (Hun Sơn). Duong Tam Kha stuurde drie keer zijn leger op Ngo Xuong Ngap te arresteren, maar dit slaagde niet. Hij legde dan de hand op Ngo Xuong Van (Ngô Xương Văn), tweede zoon van Ngo Quyen, die hij adopteerde.
Vanaf het ogenblik dat Duong Tam Kha zich de troon toe-eigende, waren er op verscheidene plaatsen problemen, lokale leiders die hun eigen territoria begonnen te stichten, waarbij ze vaak tegenover elkaar kwamen te staan in gevechten.
In 950 stuurde Duong Tam Kha zijn pleegzoon Ngo Xuong Van om op te trekken tegen Thai Binh. Ngo Xuong Van leidde het leger de andere kant uit en hij wierp Duong Tam Kha omver. Hij doodde Tam Kha niet, maar hij stelde hem aan in een positie onder hem.
In datzelfde jaar kroonde Ngo Xuong Van zich tot koning Nam Tan Vuong, en hij installeerde het hof in Co Loa (Cổ Loa). Zijn broer Ngo Xuong Ngap werd teruggeroepen. Op vraag van de keizerin-moeder werd ook deze gekroond tot koning, onder de naam Thien Sach Vuong. In de geschiedschrijving heet deze periode met twee koningen  Hậu Ngô Vương ("Laatste Ngo-koningen").
In 954 stierf Ngo Xuong Ngap. Hierdoor bleef enkel Ngo Xuong Van-Nam Tan Vuong over om te regeren. In 965 trok Ngo Xuong Van op tegen de regio's Duong en Nguyen (thôn Đường en Nguyễn, te Thai Binh, gedurende dewelke hij in een hinderlaag liep en werd gedood door een kruisboog. Zijn zoon Ngo Xuong Xi volgde hem op, maar zijn macht werd hoe langer hoe minder en hij moest vluchten naar de versterking van Binh Kieu (Bình Kiều).

## De twaalf heren
Vanaf 966 rezen twaalf warlords op die het land bezetten:
1. Ngo Xuong Xi, vanuit Binh Kieu (Bình Kiều te Khoái Châu te Hưng Yên)
2. Do Canh Thac, liet zich Do Canh Cong (Đỗ Cảnh Công) noemen, had zijn vesting in Do Dong Giang (Đỗ Động Giang te Thanh Oai te Hà Tây)
3. Tran Lam, liet zich Tran Minh Cong (Trần Minh Công) noemen, had zijn vesting in Bo Hai Khau (Bố Hải Khẩu te Kỳ Bố te Thái Bình)
4. Kieu Cong Han, liet zich Kieu Tam Che (Kiều Tam Chế) noemen, had zijn vesting in Phong Chau (Phong Châu te Bạch Hạc te Phú Thọ)
5. Nguyen Khoan, liet zich Nguyen Thai Binh (Nguyễn Thái Bình) noemen, had zijn vesting in Tam Dai (Tam Đái te Vĩnh Tường te Vĩnh Phúc)
6. Ngo Nhat Khanh, liet zich Ngo Lam Cong (Ngô Lãm Công) noemen, had zijn vesting in Duong Lam (Đường Lâm te Hà Tây)
7. Ly Khue, liet zich Ly Lang (Lý Lãng) noemen, had zijn vesting in Sieu Loai (Siêu Loại te Thuận Thành te Bắc Ninh)
8. Nguyen Thu Tiep, liet zich Nguyen Lenh Cong (Nguyễn Lệnh Công) noemen, had zijn vesting in Tien Du (Tiên Du te Bắc Ninh)
9. La Duong, liet zich La Ta Cong (Lã Tá Công) noemen, had zijn vesting in Te Giang (Tế Giang te Văn Giang te Hưng Yên)
10. Nguyen Sieu, liet zich Nguyen Hui Cong (Nguyễn Hữu Công) noemen, had zijn vesting in Tay Phu Liet (Tây Phù Liệt te Thanh Trì te Hà Nội)
11. Kieu Thuan, liet zich Kieu Lenh Cong (Kiều Lệnh Công) noemen, had zijn vesting in Hoi Ho (Hồi Hồ, te Cẩm Khê te Sơn Tây)
12. Pham Bach Ho, liet zich Pham Phong At (Phạm Phòng Át) noemen, had zijn vesting in Dang Chau (Đằng Châu te Hưng Yên)

Van al deze heren behoorden Ngo Xuong Xi en Ngo Nhat Khanh tot de Ngo-familie; Pham Bach Ho, Do Canh Thac en Kieu Cong Han waren generaals van de Ngo's, de anderen waren lokale heren en leiders.

## Dinh Bo Linh en Tran Minh Cong
In die tijd verzamelde Dinh Bo Linh (Đinh Bộ Lĩnh) het volk van Hoa Lu (Hoa Lư, in de provincie Dai Hoang). Na een ruzie met zijn overste trokken hij en zijn zoon Dinh Lien (Đinh Liễn) aan het hoofd van hun leger naar de heer Tran Minh Cong te Bo Hai Khau (Bố Hải Khẩu). Nadat Tran Minh Cong stierf, kwam het bevel bij Dinh Bo Linh terecht (volgens sommige bronnen op rechtmatige wijze, volgens andere minder) en deze trok met het leger naar Hoa Lu, waar hij vele soldaten rekruteerde. Uiteindelijk versloeg hij de Ngo-dynastie en de andere heren.
In slechts enkele jaren tijd versloeg Dinh Bo Linh een voor een de elf andere heren. Sommige echter versloeg hij niet:
- Het leger van Pham Bach Ho voegde zich vanzelf bij hem aan
- De legers van Ngo Xuong Xi en Ngo Nhat Khanh gaven zich gewoon over
- De legers van Nguyen Sieu, Nguyen Thu Tiep, Kieu Cong Han, La Duong, Kieu Thuan en Do Canh Thac verzetten zich wel en werden uitgemoord
- De legers van Nguyen Khoan en Ly Khue vielen uit elkaar.

De oorlog eindigde in 968. Dinh Bo Linh besteeg de troon als keizer Dinh Tien Hoang, eerste keizer van de Đinh-dynastie